# Palmenhaus (Schönbrunn)
La Palmenhaus è una serra ubicata all'interno del parco del castello di Schönbrunn a Vienna: è insieme ai Kew Gardens e alla Palmengarten la più grande del suo genere in Europa.

## Storia
Nel 1753 l'imperatore Francesco I di Lorena, marito di Maria Teresa d'Austria, acquistò dal comune di Hietzing, un'area ad ovest del castello di Schönbrunn per creare un giardino in stile olandese: Adrian van Steckhoven e il suo assistente, Richard van der Schot, costruirono una grande serra e altre quattro più piccole che ospitavano piante da fiori, un orto e alberi da frutto. Nel 1754 venne acquistata dall'Olanda una specie di palma ribattezzata poi di Maria Teresa. Successivamente alla serra principale furono aggiunte due ali laterali, oltre alla costruzione di altre tre più piccole. Nel 1828 venne inaugurata l'Alte Palmenhaus. Nonostante il successo ottenuto, i vari edifici erano costruiti in modo da avere del vetro su un solo lato, mentre le restanti parti erano in mattoni: ciò provocava una mancanza di luce alle piante.

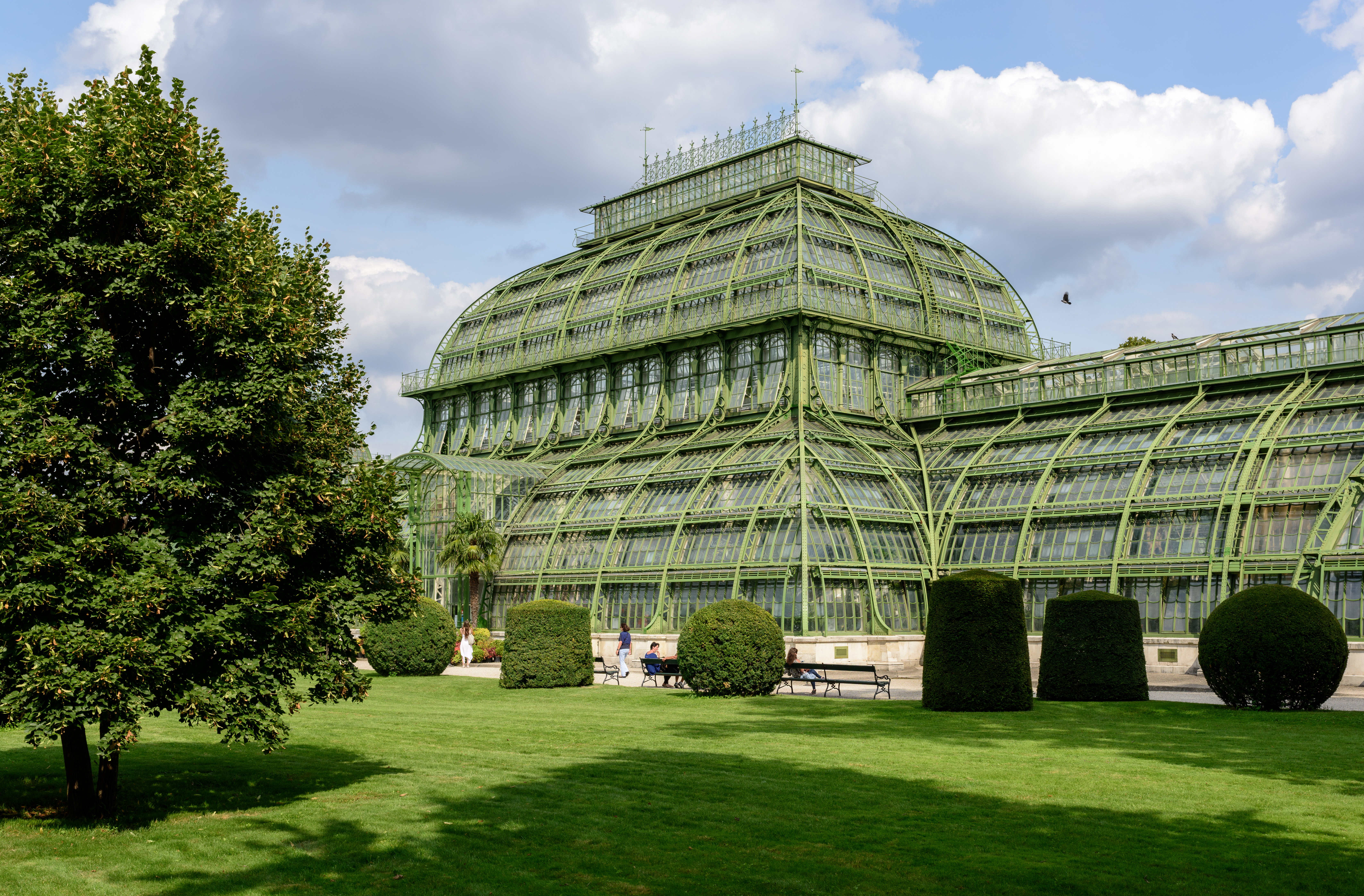
La sezione centrale

Dopo la fiera mondiale di Vienna nel 1873 fu presa la decisione di abbattere le serre, eccetto l'Alte Palmenhaus, e costruirne una nuova, ottimale per le piante sia per le condizioni di luce che di temperatura: i lavori, seguiti dall'architetto di corte Ignaz Gridl coadiuvato dall'architetto esperti di ponti Franz-Xaver von Segenschmid, iniziarono nel 1880 e terminarono il 19 giugno 1882, quando Francesco Giuseppe I d'Austria inaugurò la nuova serra. Non mancarono critiche per l'elevato costo di realizzazione. La sistemazione delle piante fu affidata a Adolf Vetter, che completò l'opera nel 1883. Tra i maggiori problemi affrontati dal botanico fu lo spostamento di una palma del tipo Livistona chinensis: la palma fu sostituita nel 1909 a causa della sua eccessiva altezza e per ovviare a tale problema, per qualche anno venne inclinata tramite cavi di acciaio.
Durante la prima guerra mondiale la Palmenhaus venne usata come luogo di coltivazioni di verdure e quindi non aperta ai visitatori: visto la mancanza di lavoratori di sesso maschile, nel 1915 furono assunte anche donne. Nel 1923 la Palmenhaus fu chiusa alle scuole, ufficialmente per evitare danni alle piante, ma anche per risparmiare sul riscaldamento.
Il 21 febbraio 1945, durante la seconda guerra mondiale, caddero nell'area dello Schönbrunn oltre duecento bombe e le vetrate della serra furono quasi completamente distrutte: alcune piante furono spostate nell'adiacente Sonnenuhrhaus, altre, come alcune specie di palme e felci, sopravvissero a temperature di -7, altre ancora, come la palma centrale, morirono. I lavori di ricostruzione cominciarono nel 1948: furono installati quarantacinquemila vetri in doppio strato e utilizzati cinquantacinque tonnellate di mastice. Nel 1952 iniziò la sistemazione delle piante e la serra venne inaugurata il 14 gennaio 1953: per festeggiare l'evento si costruì al suo interno una sala da ballo utilizzata per due giorni.
A seguito del crollo del Reichsbrücke il 1º agosto 1976, vennero controllati tutti i ponti e le strutture in acciaio di Vienna: la Palmanhaus, trovata danneggiata, fu chiusa nel novembre dello stesso anno: i giardinieri ottennero il permesso di lavorare solamente con l'elmetto. Il restauro iniziò il 12 maggio 1986 e fu concesso lavorare solamente nella stagione estiva: i lavori furono eseguiti dalla ditta Waagner-Biro e iniziarono dalla parte settentrionale. La palma posta sotto la cupola della zona settentrionale venne spostata sotto la cupola centrale grazie all'ausilio dell'esercito, mentre palme più grandi erano talmente radicate da dover essere lasciate sul posto durante i restauri. I lavori terminarono nel 1990.

## Descrizione

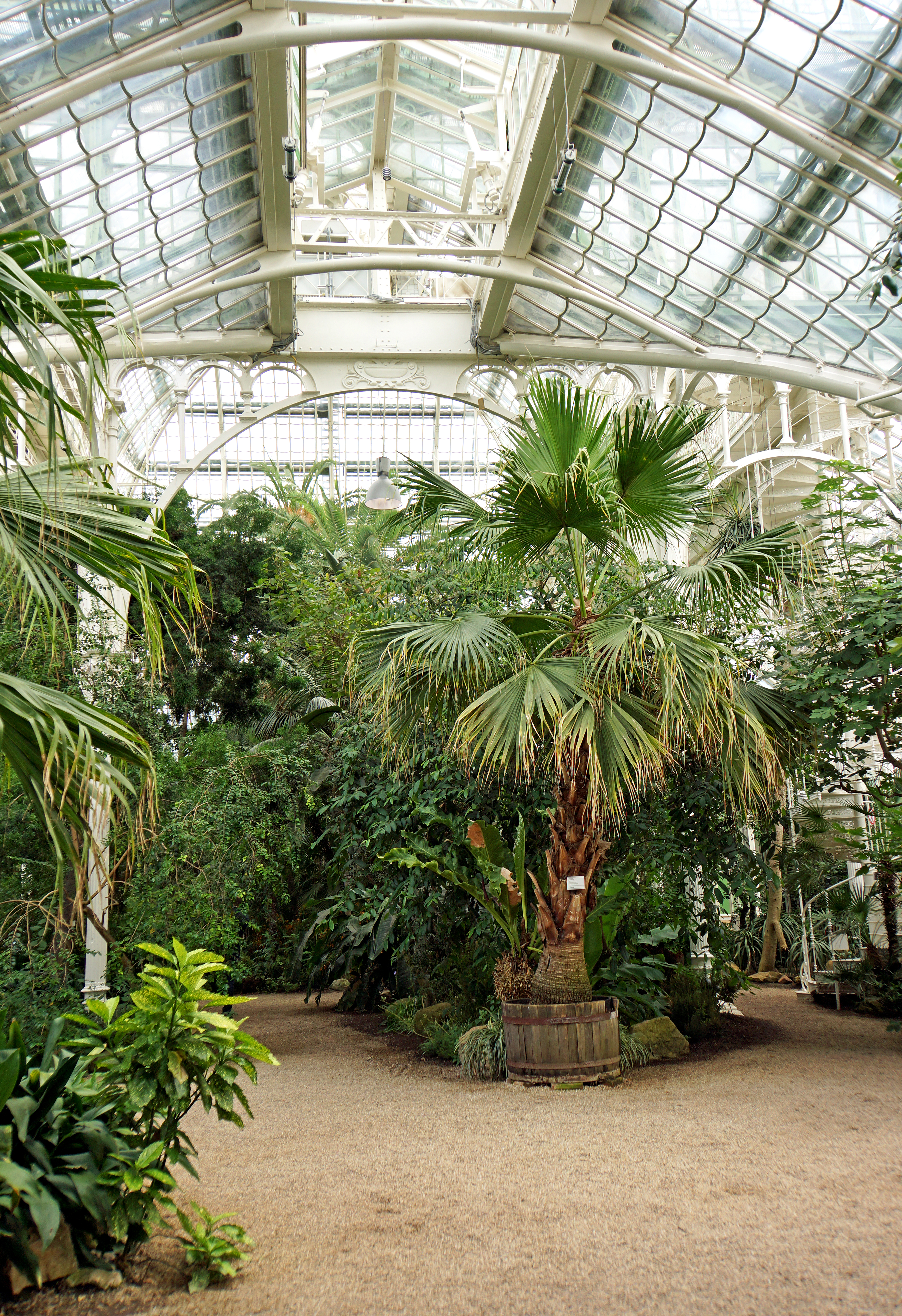
L'interno

La struttura ha una superficie di duemilacinquecento m², una lunghezza di centotredici metri e una larghezza di ventinove per un'altezza di ventotto metri nel padiglioce centrale e venticinque nei due laterali ed è costituita da seicento tonnellate di ferro battuto, centoventi tonnellate di ghisa e coperta da quarantacinquemila lastre di vestro. Nel complesso la Palmhaus ha un corpo centrale di forma rettangolare e le due estremità di forma quadrata, denominate rispettivamente casa fredda e casa tropicale: in origine le sezioni interne erano separate da vetri mobili, sostituite poi con installazioni permanenti.
Inizialmente riscaldata tramite l'impianto del Tiergarten Schönbrunn, venne realizzato nel 1940 un impianto indipendente: alcune piante particolarmente delicate come la palma da cocco hanno un riscaldamento direttamente nel terreno; in origine la pulizia dei vetri era affidata ai cadetti della marina austriaca. Con i lavori di restauro che vennero svolti tra il 1986 e il 1990 fu attivato un impianto di ombreggiamento automatico che precedentemente veniva effettuato applicando a mano delle stuoie sui vetri.
Sotto la sezione centrale è presente una cisterna per il trattamento delle acque, mentre per l'irrigazione vengono utilizzate due cisterne sul tetto dalla capacità di centoventimila litri ciascuna, altrimenti viene utilizzata acqua potabile; per l'umidità è presente un sistema di nebulizzazione.
Nella sezione centrale è ricreato un clima mediterraneo che si aggira intorno ai 12° in inverno e caldo e secco in estate, nella sezione settentrionale la temperatura è intorno agli 8° e corrisponde a un clima della foresta delle montagne, mentre la sezione meridionale ha una temperatura di circa 17°, adatta per la vegetazione di clima caldo e umido. Custodisce oltre quattromilacinquecento varietà di piante, tra cui: un ulivo di circa trecentocinquanta anni donato dalla Spagna nel 1974, una Lodoicea maldivica, alcune azalee di oltre cento anni, un fossile di Wollemia nobilis ritrovato in Australia. Al centro della serra è posta una Livistona chinensis, solitamente sostituita dopo un determinato periodo di tempo per problemi legati all'altezza: posta originariamente in un barile di legno, riusciva a radicare anche nel terreno dopo averlo sfondato e si decise quindi di porla direttamente nella terra; l'ultima è stata piantata il 22 aprile 2008 e dedicata alla nuotatrice Mirna Jukić.